# Vịnh Broken
Vịnh Broken (tiếng Anh: Broken Bay), là dạng thủy triều bán trưởng thành xảy ra ở cửa sông dạng cắt khía, là một đầu vào lớn của biển Tasman nằm cách phía Bắc quận thương mại trung tâm Sydney khoảng 50 kilômét (31 mi) trên bờ biển New South Wales, Úc.